# Portugal op het Eurovisiesongfestival 1998
Portugal nam deel aan het Eurovisiesongfestival 1998 in Birmingham, Verenigd Koninkrijk. Het was de 35ste deelname van het land op het Eurovisiesongfestival. De selectie verliep via het jaarlijkse Festival da Canção. De RTP was verantwoordelijk voor de Portugese bijdrage voor de editie van 1998.

## Selectieprocedure
Net zoals de voorbije jaren werd ook dit jaar de kandidaat gekozen via het jaarlijkse Festival da Canção.
De nationale finale werd gehouden in Lissabon op 7 maart 1998 en werd gepresenteerd door Carlos Ribeiro en Lucia Moniz. In totaal deden er acht artiesten mee aan deze finale. De winnaar werd gekozen door een expertjury.
| Volgorde | Artiest          | Lied                       | Punten | Plaats |
| -------- | ---------------- | -------------------------- | ------ | ------ |
| 1        | Sofia Barbosa    | " Uma lua em cada mão"     | 29     | 3      |
| 2        | Carlos Evora     | "Saudade que eu sou"       | 25     | 5      |
| 3        | Teresa Radamanto | "Só o mar ficou"           | 32     | 2      |
| 4        | Ana Isabel       | "O encanto da sereia"      | 27     | 4      |
| 5        | Ana Rita         | " Basta só um olhar"       | 8      | 7      |
| 6        | Janot            | " Aqui ou além"            | 7      | 8      |
| 7        | Axel             | "Só à tua espera"          | 17     | 6      |
| 8        | Alma Lusa        | "Se eu te pudesse abraçar" | 50     | 1      |

## In Birmingham
In het Verenigd Koninkrijk moest Portugal optreden als veertiende na Ierland en voor Roemenië.
Na de puntentelling bleek dat Portugal als gedeeld twaalfde was geëindigd met een totaal van 36 punten.
Nederland en België hadden respectievelijk nul punten en één punt over voor deze inzending

### Gekregen punten

#### Finale
| 12 punten | 10 punten         | 8 punten | 7 punten                              | 6 punten               |
| --------- | ----------------- | -------- | ------------------------------------- | ---------------------- |
|           | - Frankrijk       |          |                                       | - Spanje - Turkije     |
| 5 punten  | 4 punten          | 3 punten | 2 punten                              | 1 punt                 |
|           | - Noord-Macedonië |          | - Cyprus - Israël - Malta - Slowakije | - België - Griekenland |

### Punten gegeven door Portugal

#### Finale
Punten gegeven in de finale:
| 12 punten | Israël              |
| 10 punten | Duitsland           |
| 8 punten  | België              |
| 7 punten  | Nederland           |
| 6 punten  | Verenigd Koninkrijk |
| 5 punten  | Malta               |
| 4 punten  | Cyprus              |
| 3 punten  | Noorwegen           |
| 2 punten  | Kroatië             |
| 1 punt    | Ierland             |

1964 · 1965 · 1966 · 1967 · 1968 · 1969 · 1970 · 1971 · 1972 · 1973 · 1974 · 1975 · 1976 · 1977 · 1978 · 1979 · 1980 · 1981 · 1982 · 1983 · 1984 · 1985 · 1986 · 1987 · 1988 · 1989 · 1990 · 1991 · 1992 · 1993 · 1994 · 1995 · 1996 · 1997 · 1998 · 1999 · 2000 · 2001 · 2002 · 2003 · 2004 · 2005 · 2006 · 2007 · 2008 · 2009 · 2010 · 2011 · 2012 · 2013 · 2014 · 2015 · 2016 · 2017 · 2018 · 2019 · 2020 · 2021 · 2022 · 2023 · 2024 · 2025